# Semane
Semane è un villaggio del Botswana situato nel distretto Meridionale, sottodistretto di Ngwaketse. Il villaggio, secondo il censimento del 2011, conta 549 abitanti.

## Località
Nel territorio del villaggio sono presenti le seguenti 23 località:
- Boakgomo (KN 2),
- Boloto di 14 abitanti,
- Bonyamabogo Farm di 38 abitanti,
- Dinoge / Mmahumalebe di 26 abitanti,
- Disele,
- Gofhamodimo's Ranch di 6 abitanti,
- Kgomo,
- Khakhameno,
- Kue di 36 abitanti,
- Lodingwane /Dikwakwane di 7 abitanti,
- Lojwana di 1 abitante,
- Lojwane di 1 abitante,
- Lophalaphala di 11 abitanti,
- Matlhatswane,
- Mmutle di 3 abitanti,
- Mohiwakgomo di 2 abitanti,
- Moleleme,
- Moleleme Vet Camp di 10 abitanti,
- Mosadifela di 24 abitanti,
- Mpanyo Farm di 4 abitanti,
- Ngampopela di 6 abitanti,
- Phokojane di 14 abitanti,
- Taung Farm di 18 abitanti